# Corynostylis carthagenensis
Corynostylis carthagenensis är en violväxtart som beskrevs av Karst.. Corynostylis carthagenensis ingår i släktet Corynostylis och familjen violväxter. Inga underarter finns listade i Catalogue of Life.